# Podocarpium
Das Podocarpium, auch als Receptaculum oder Rezeptakel bezeichnet, ist eine fleischige und häufig rot gefärbte Struktur, die bei vielen Arten der Steineibengewächse (Podocarpaceae) am Fuß des frei stehenden Samens auftritt. Es besteht aus wenigen, zusammengewachsenen Zapfenschuppen und dient zur Ausbreitung des Samens durch Vögel, Reptilien und Säugetiere.

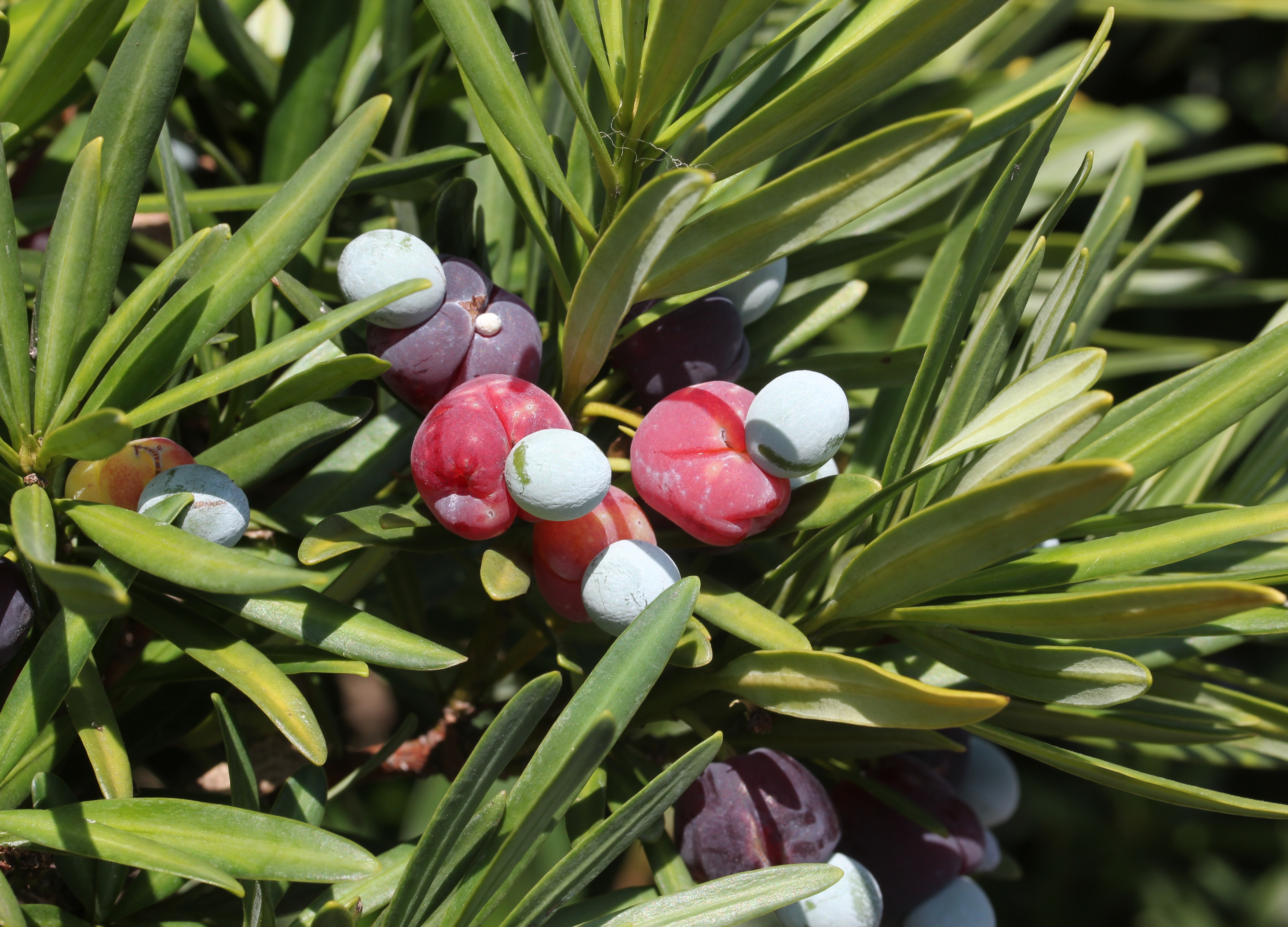
Zapfen der Großblättrigen Steineibe (Podocarpus macrophyllus) mit rotem Podocarpium und grünem Epimatium